# Masdevallia mastodon
Masdevallia mastodon är en orkidéart som beskrevs av Heinrich Gustav Reichenbach. Masdevallia mastodon ingår i släktet Masdevallia och familjen orkidéer. Inga underarter finns listade i Catalogue of Life.